# شهرجرد (معصومية)
شهرجرد (بالفارسية: شهرجرد) هي قرية تقع في إيران في قسم معصومیة الريفي. يقدر عدد سكانها بـ 355 نسمة بحسب إحصاء 2016.